# Tinaria calcarata
Tinaria calcarata är en insektsart som först beskrevs av Carl Stål 1861.  Tinaria calcarata ingår i släktet Tinaria och familjen gräshoppor. Inga underarter finns listade i Catalogue of Life.